# Киевская улица (Житомир)
Киевская улица (укр. Київська вулиця) — одна из центральных магистралей города Житомира Житомирской области Украины. Разделяет город на две части: Богунский и Королёвский районы.

## Расположение
Улица расположена в центральной и привокзальной частях города. Начинается с Соборной площади и заканчивается на Привокзальной площади, проходит через площадь Согласия. Застройка в начале улицы формировалась на протяжении второй половины XVIII в.-середины XIX в.; на участке от Московской улицы до Привокзальной площади — во второй пол. XIX в. Современная застройка сформировалась в 1960—70-х годах.

## История
Возникла в XVII в. с пути, ведущего из Житомирского замка через Вереси, Гадзинку, Студеницу на город Радомышль и далее на Киев. В XVIII называлась Большой путь на Вереси. Встречается также название Дорога на село Вацько (ныне Глыбочица (Житомирский район)). Названный путь примерно соответствовал современной трассе Киевской улице на участке от Соборной площади и к площади Согласия, хотя тогда он делал незначительные повороты, обходя естественные преграды (болотца, небольшие озера, холмы и т. д.). Два из этих наиболее существенных поворотов улице зафиксированы и в ее современной топографии.
В 1810-х годах улица заканчивалась в районе нынешнего стадиона «Спартак». На этом месте был установлен городской шлагбаум. В процессе строительства нового Брест-Литовского шоссе, осуществлялось в 1850-х годах, изменилась и трасса Киевской улицы. Новое шоссе вошло в город с Вацькова (Глыбочицы) в районе нынешнего железнодорожного вокзала, и улица получила свое прямое продолжение согласно проекту Брест-Литовского шоссе в этом направлении в сторону центра.
В 1910-х годах предполагалось строительство городской трамвайной линии «Житомир-Киев», которая должна начинаться на Киевском шоссе от современного Киевского моста. Но строительство не было осуществлено. В 1914 году через новопостроенный железнодорожную магистраль «Житомир-Коростень» был построен первый в Житомире деревянный мост (ныне Киевский мост), заменен в послевоенные годы на железобетонный и реконструирован в 1980 году. Мост, по сути, разделил Киевскую улицу на две части: привокзальную и Завокзальный. До 1970-х гг. Киевская улица на отрезке между современными площадью Согласия и Киевским мостом еще сохраняла параметры старого Брест-Литовского шоссе (центральная проезжая часть в виде узкого шоссе с обеих сторон ограничивалась двумя рядами пирамидального тополя, по которым еще действовали дренажные канавы, а затем шли местные проезды). Шоссе в таком чисто загородном виде начиналось именно с ул. Восточной, которая и была в XIX и в начале ХХ в. официальной городской чертой Житомира.
С 1974 по 1980-й годы упомянутая участок улицы между современными площадями Согласия и привокзальной была существенно реконструирована и превращена в бульвар. Центральной аллее бульвара и служила собственно бывшая узкая проезжая часть старого Брест-Литовского шоссе, а полосами для движения — бывшие полосы отвода с дренажными канавами вдоль старого шоссе. В 1980 году аллею посреди бульвара снесли и существенно расширили проезжую часть улицы. К началу XIX в. улица называлась Большой Вересивський Путь, в 1800 году — известная под названием Большая дорога на Радомышль, с начала XIX в. до 1924 года — Киевская (в середине XIX в. на планах города встречается название Большая Киевская улица). С 1920 по 1941 год и с 1944 по 1991 год — ул. Ленина.
В 1942—1943 годах, в период временной немецко-фашистской оккупации, называлась ул. Рейхенау (Reichenaustrasse) — по фамилии генерал-фельдмаршала Вермахта Вальтера Рейхенау. С 1991 года решением сессии городского совета улице было возвращено ее историческое название Киевская улица. Историческое название является компасным то¬понимом — улица ведет в направлении Киева и после Киевского моста переходит в Киевское шоссе, в 1992 г. Выделилось с улицы Киевской в самостоятельный топонимический объект.

## Здания
- № 1 — Центр обслуживания абонентов «Киевстар»
- № 3 — гостиница «Украина»
- № 4 — Семинарийский костёл римско-католической церкви
- № 12 — дом гостиницы. Центр города. Дом построен во второй половине XIX в., Как гостиница. Представляет собой Г-образный двухэтажный кирпичный дом. В отеле с сентября 1897 по март 1989 жил украинский писатель Коцюбинский, Михаил Михайлович. В этом доме М. М. Коцюбинского посещали народоволец и этнограф Л. Я. Штернберг, писатель и этнограф В. Г. Кравченко. На фасаде дома установлена мемориальная доска, посвященная М. М. Коцюбинскому. В 1917 году в доме работали губернские органы местного самоуправления. Во время немецко-советской войны здание было частично разрушено, в 1949 году восстановлена. В конце ХХ в. в доме размещался отель «Михайловград-2», а сейчас кафе и офисы.
- № 13 — кинотеатр «Украина»
- № 18 — Свято-Михайловский кафедральный собор
- № 20 — Главпочтамт, Житомирский филиал ОАО «Укртелеком»
- № 37 — Центральный универсальный магазин (ЦУМ)
- № 43 — Коммунальное производственное жилищное ремонтно-эксплуатационное предприятие № 8
- № 45 — Житомирский областной литературный музей
- № 49 — Общеобразовательная школа I—III ступеней № 17
- № 51 — Физкультурно-спортивное общество «Спартак»
- № 77 — торгово-развлекательный центр «Глобал UA»
- № 82 — Житомирский кооперативный колледж бизнеса и права
- № 87 — торговый центр «Темпо» (бывший «Дом Обуви»)
- № 93 — Автовокзал
- № 102-106 — Комплекс четырнадцати-этажек («свечей») у площади Художественные ворота